# エトワール (オペラ・ブフ)

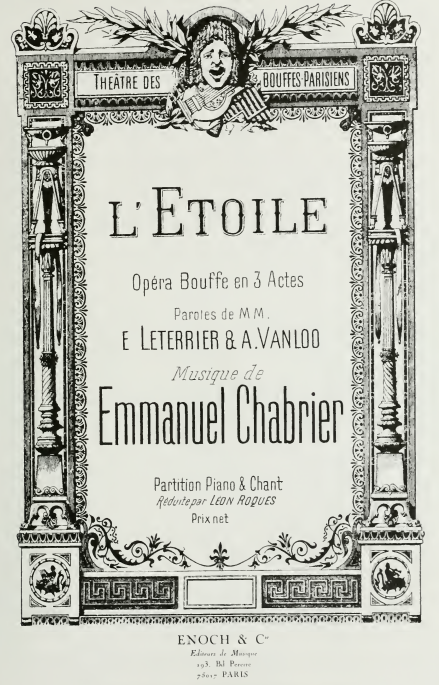
楽譜の表紙

『エトワール』（仏:  L’Etoile）は、エマニュエル・シャブリエが1877年 11月28日にパリの ブフ・パリジャン座にて初演した全3幕のオペラ・ブフ（またはオペレッタ）である。『星占い』または『お星様』と表記されることもある。フランス語のリブレットは ウジェーヌ・ルテリエ＆アルベール・ヴァンローによって書かれている。

## 概要

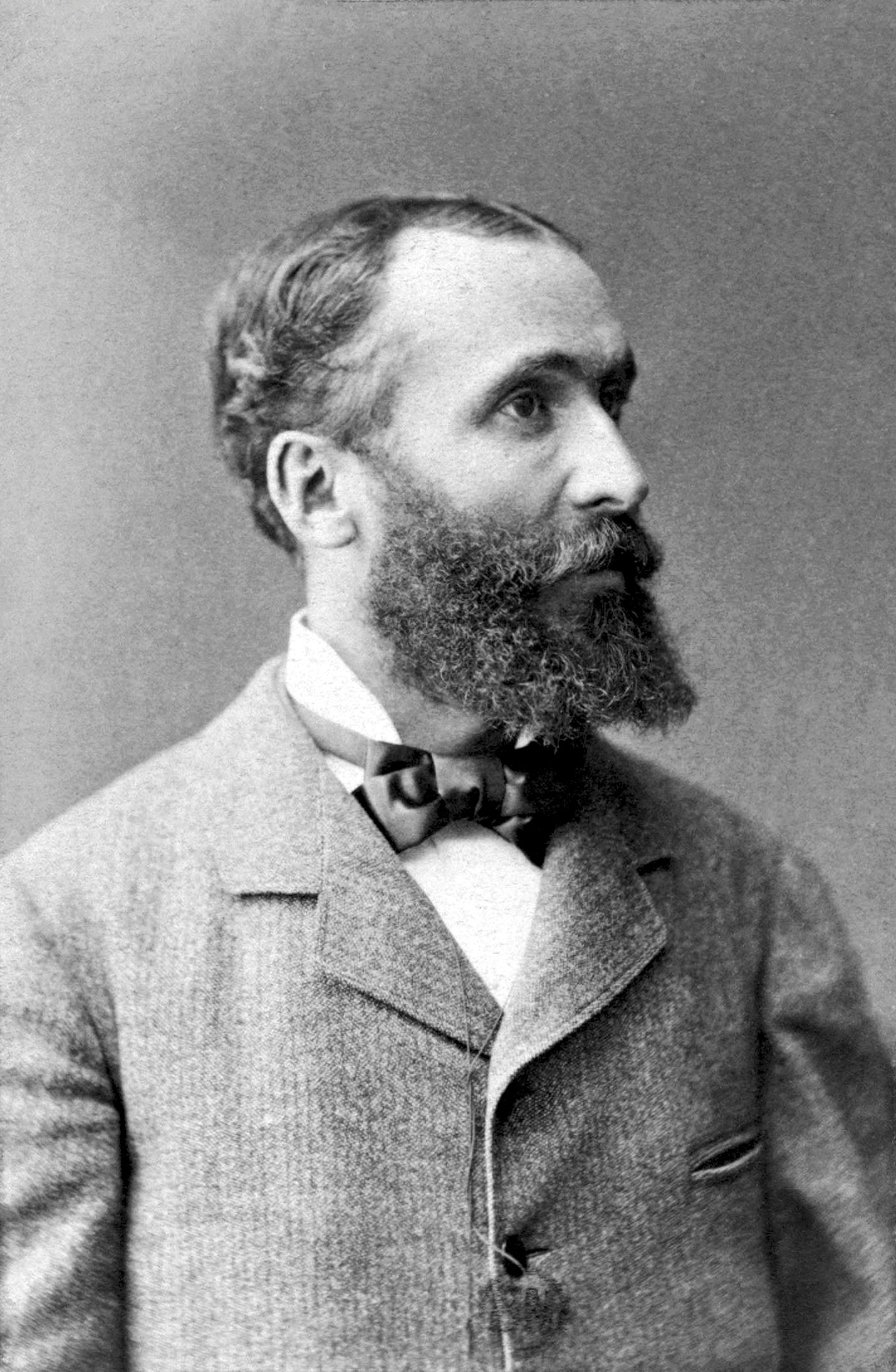
ウジェーヌ・ルテリエ

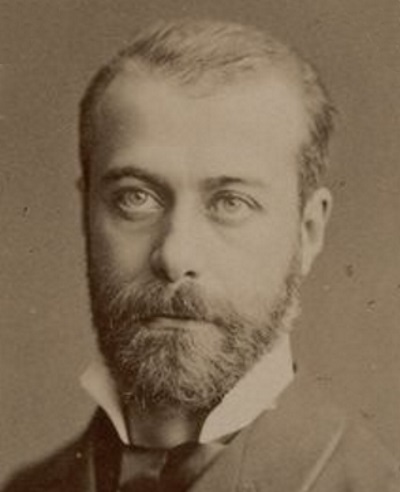
アルベール・ヴァンロー

シャブリエの舞台作品のうち、初めて上演された作品で、1863年から1864年にかけてポール・ヴェルレーヌのリブレットに作曲した未完のオペラ・ブフ『フィッシュ=トン=カン(英語)』の一部を転用している。例えば、ヴェルレーヌの詩句をほとんど原文通りに使用した《串刺し刑の唄、Couplet du pal》である。台本作家のルテリエとヴァンローのコンビはシャルル・ルコックやオッフェンバック、アンドレ・メサジェのオペレッタ、シャブリエの『教育欠如』などを手掛けている。シャブリエのすこぶる軽妙な音楽はオッフェンバックのオペラ・ブフの最良の伝統を引き継ぐものである。初演後は好評だったが、50回以上のロングランになると著作権料が高くなるので48回で上演は打ち切られ、作品は埋もれてしまった。シャブリエはこの作品を手始めとして、喜劇の詩神に駆り立てられ、オペラ・ブフと言う形式をそれまでに到達されず、それ以後も誰にも乗り越えられていない完璧と洗練の度合いにまで引き上げた。シャブリエはドビュッシー、ラヴェル、レイナルド・アーン、プーランク、ストラヴィンスキーなどからの称賛を得た。レイナルド・アーンは1934年に次のような賛辞を寄せている「シャブリエの『エトワール』！これらの魔法の言葉は50年以上も前から、すべての芸術家の精神につきまとっている。オペラ劇場の監督たちにさえもつきまとっている。というのも趣味人を満足させるために、またこの作品に相応しいやり方で、この伝統的で、すべての真の音楽家にとって、貴重で神聖な作品を上演することを、彼らの誰一人として夢見なかった者はいないからである。このフランスのオペレッタの繊細な真珠には、もう一人のオッフェンバックと言うべきシャブリエの滑稽味と詩的情熱が、気品と優雅さと音楽的豊かさで包まれて、飾られている。このもう一人のオッフェンバックの天才は決して心配も疑いも抱かせるものではない」。

## 初演後

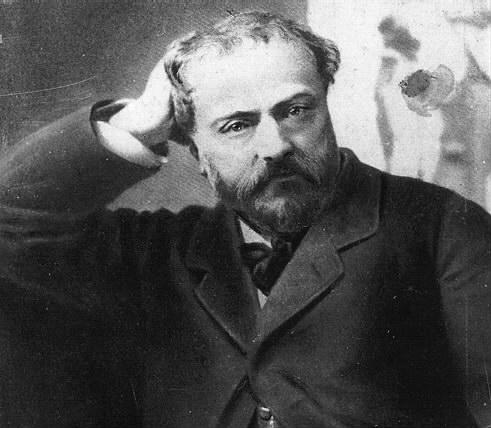
シャブリエ（1882年）

アメリカ初演は1890年 8月18日、ニューヨークにて『メリー・モナーク』に翻案して行われた。イギリス初演は1899年 1月7日、ロンドンのサヴォイ劇場にて、『ラッキー・スター』に翻案して行われた。ブフ・パリジャン座での公演の後、パリオペラ＝コミック座で復活上演を果たしたのは1941年 4月19日でロジェ・デゾルミエールの指揮で行われている。日本初演は、2009年 10月23日 東京オペラプロデュースによって 大田区民ホール・アプリコ大ホールにおいて 八木清市の演出、指揮は飯坂純で上演された。演奏は東京ユニバーサル・フィルハーモニー管弦楽団、東京オペラプロデュース合唱団、配役は佐藤篤子（ラズリ）、塚田裕之（ウフ1世）、江口二美（ラウラ王女）、森田学（シロコ）ほかであった。

## 上演時間
序曲: 約7分、第1幕: 約35分、第2幕: 約35分、第3幕: 約27分。

## 楽器編成
- 木管楽器: フルート2（2番はピッコロ持ち替え）、オーボエ1、 クラリネット2、 ファゴット1
- 金管楽器:トランペット 2、ホルン 2、トロンボーン 1
- 打楽器:ティンパニ、バスドラム、トライアングル、シンバル、グロッケンシュピール
- 弦5部

## 登場人物
| 人物名         | 声域                    | 原語名                | 役               |
| -------------- | ----------------------- | --------------------- | ---------------- |
| ウフI世        | テノール                | Ouf 1er               | 王様             |
| シロコ         | バス                    | Siroco                | 天文学者         |
| ラズリ         | ソプラノ またはテノール | Lazuli                | 行商の若者       |
| ラウラ王女     | ソプラノ                | La Princesse Laoula   | 王女             |
| エリソン       | テノールまたはバリトン  | Henisson de Porc-Epic | マタキン王の大使 |
| アロエス       | メゾソプラノ            | Aloes                 | エリソンの妻     |
| タピオ力       | テノールまたはバリトン  | Tapioca               | 大使の秘書官     |
| オアジス       | ソプラノ                | Oasis                 | 大使の召使       |
| ユ力           | ソプラノ                | Youca                 | 王の召使         |
| アスフォデール | ソプラノ                | Asphodele             | 王の召使         |
| ヅィニア       | アルト                  | Zinnia                | 王の召使         |
| ククリ         | アルト                  | Koukouli              | 王の召使         |
| アドゥザ       | ソプラノ                | Adza                  | 王の召使         |
| パタシャ       | テノール                | Patacha               | 王の召使         |
| ザルゼ         | バリトン                | Zalzai                | 王の召使         |
| 警視総監       | 台詞のみ                | Le chef de la police  | －               |
| 市長           | 台詞のみ                | Le maire              | －               |

## あらすじ
•物語の舞台：第36王国（架空）、時代は不明。

### 序曲
「串刺しの刑」の合唱、「星のロマンス」、「美しい王女を」の合唱などのテーマによって構成される、シャブリエらいしい軽妙な楽曲となっている。

### 第1幕
第36王国の街の中

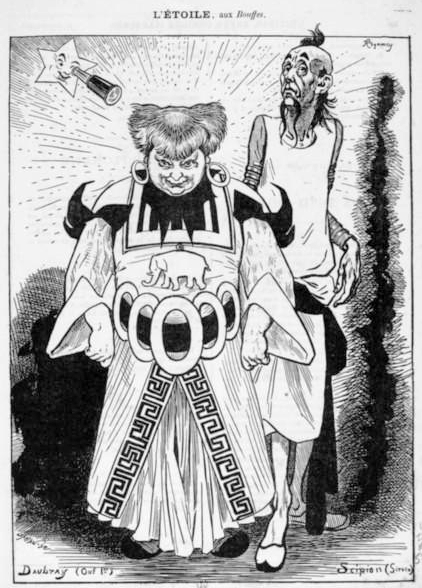
ブフ・パリジャン座での1877年の上演の際のフェリックス・レガメによるデッサン

第36王国の王ウフ1世は毎年、国王聖名祝日に王に無礼な行為をはたらいたものを罪人として「串刺しの刑」にかけることを年中行事として楽しみにしていた。この日を翌日に控えて王が自ら罪人を街に探しにやってくる。変装した王が自らの評判を聞いて回るが、民衆が十分に警戒して慎重な態度に徹したため、王の目論見通りには事が進まない。そこへ宮廷に仕えている星占い師のシロコを天文台から呼び出す。王はシロコに彼の運勢を占わせるが、彼は占いの量が多すぎて大変だから、まだ結果が出ていないと王に愚痴を漏らす。王はこの国の法律では王は40歳までに世継ぎを作らなければならないのだが、自分はもう39歳だがまだ世継ぎがいないので急がなければならないと言う。王はシロコがやる気が無いのは給料が安いからか、それならシロコは王が死ぬとその15分後に自動的に殉死することを王の遺言の条項によって定めてしまう。やがて2人は広場から立ち去る。すると隣国のマタカン国から大使のエリソンが妻アロエス、ウフ1世の許嫁であるラウラ王女、秘書のタピオカの3人を連れて広場に現れる。彼らは皆、呉服の行商人に変装し、番頭と女中という役割になっている。加えて、身の安全を考慮し王女を王の妻ということに立場を入れ替えている。各自が自分の役割とこの行商について順番に歌い、大使と秘書官は王宮の様子を見に外出し、女性達は目の前のホテルへと向かう。因みに、大使以外は王の特命を知らされていないので不信感を抱いている。そこへ、道中で王女ラウラに一目惚れして、一行の後を追ってきた行商人のラズリが登場し、「星よ！自分の未来は」（O petite étoile）と有名な「星のロマンス」を歌う。そこへ天体望遠鏡を抱えたシロコが現れる。ラズリは手持ちの小銭で憧れの彼女との将来を占ってくれと、手相を見てもらうと100歳まで生きるとの結果が出る。やがて疲労困憊したラズリはその場で寝込んでしまう。暇を持て余した女性2人がホテルの前で、先ほど、道中で出くわしたハンサムなラズリが寝入っているのを見つける。茶目っ気たっぷりなアロエスがこの男をくすぐって起こしましょうというのでラウラは戸惑うが、その様子が滑稽なのでくすぐりに加わる。目を覚ましたラズリは意中の女性が目の前に現れたので、驚きつつもすぐさま名前を聞き、この機を逃すまいとラウラに告白する。余りに唐突な告白に驚いたラウラはラズリに名前を問う。彼が自己紹介をし終わった所に大使と秘書が戻ってくる。大使は自分の妻に手を出すなと言ってラウラを引き離す。ラズリはエリソンからラウラ王女がエリソンの妻だと嘘をつかれたのだ。ラズリはラウラが人妻だと知って落胆していると、罪人が見つからず諦めかけた王が現れて、この国の王について問う。自暴自棄になったラズリは王に平手打ちを2発食らわす。痛みと屈辱にもかかわらず、罪人を見つけた王は大いに喜ぶ。間髪を置かず、群衆を広場に呼び集め、串刺し刑の開始を高らかに宣言すると、民衆は「串刺しの刑」（La pale）を合唱する。そこへシロコが慌ててやってきて、ラズリと王は同じ星でしっかりと結ばれており、一方が死ぬともう一方はその一日後に命を落とす運命だと王に伝える。これを聞いた王は急遽、串刺しの刑を中止し、ラズリを王宮に招待することにした。

### 第2幕
王宮の中

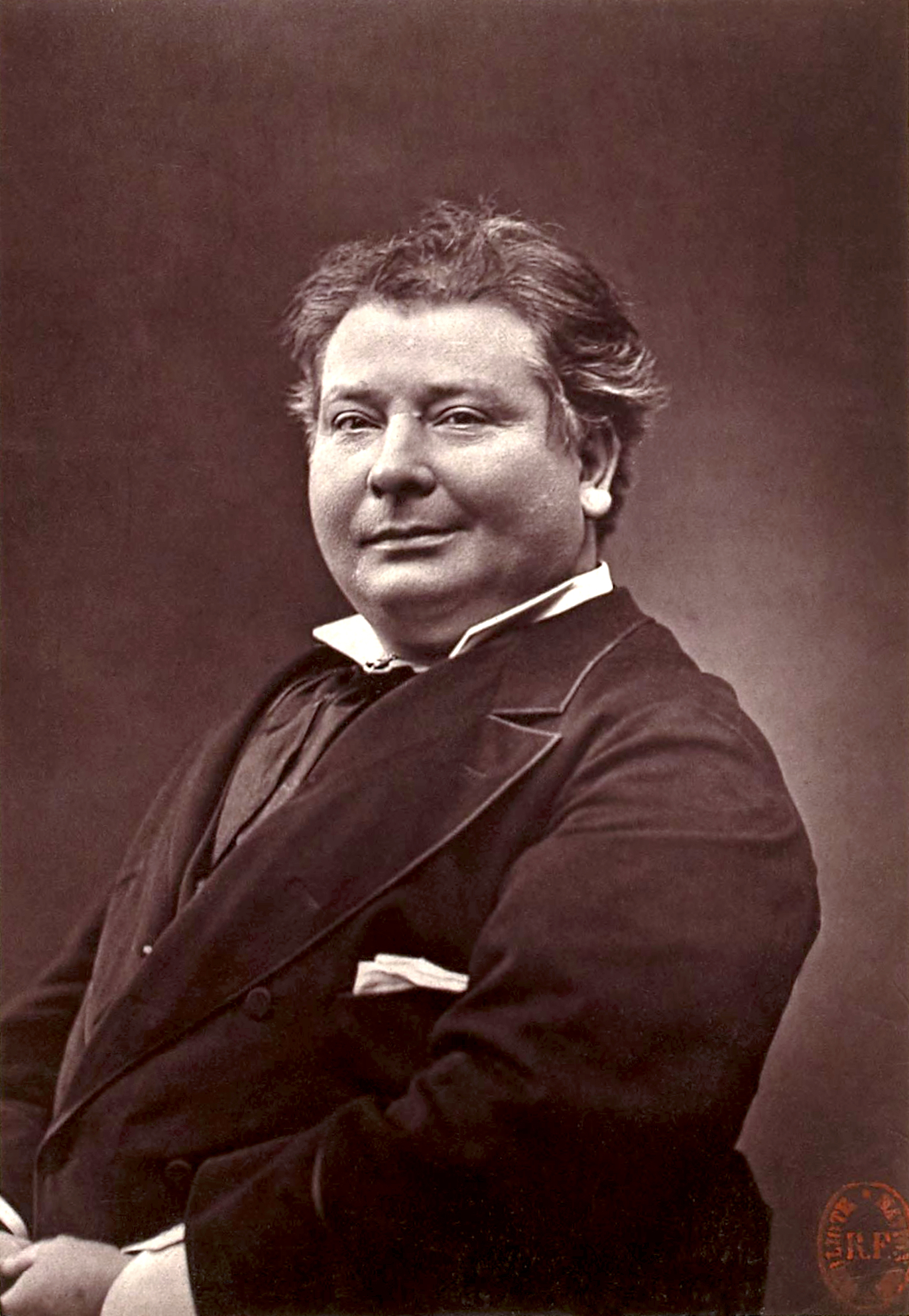
王ウフ1世を創唱したドブレ

王宮に招かれた豪華な服を着せられたラズリは美女に傅かれ悦に入っている。そこへ王が現れ女達を下がらせると、君はこの館で好きなように過ごして良いという。ところがラズリは、それは有り難いことなのだが、恋する女性のもとへ旅立ちたいと願い出る。王はそれなら、その女性と結婚すれば良いとラズリに言うが、実はその女性は人妻なので何かと具合が悪いと打ち明ける。そして、ラズリは「彼女に夫がいても」と歌い出す。すると、エリソン大使一行が王に拝謁を求めて城を訪れる。大使を見たラズリはあの男こそが意中の女性の夫だというと、王は夫を逮捕するから、その妻を君のものにすれば良いと言って、シロコにエリソンの逮捕を命じる。シロコは正式に外国の大使として謁見した後では、外交上治外法権を有するので、大使を逮捕することは出来ないと言う。ウフ１世は止む無く正式な謁見を中止し、姿を隠してしまう。エリソン一行が到着すると、シロコは王の命により大使を逮捕すると宣言する。怒ったエリソンはラウラ王女をウフ１世と結婚させるために、この国にやってきたのだと真相を明かす。ラウラはウフ１世と結婚を恐れて気絶してしまう。するとラズリが現れラウラの介抱をしているアロエスとタピオカのところに近寄り、薬にはこれが良いと接吻をする。これに刺激されたアロエスは前から好いていたタピオカに対して感情が高まり、洒落た接吻の4重唱となる。ラズリとラウラの様子を目にした王は2人に金貨を渡し、湖岸の小船で対岸に行けば良い、対岸には馬車が待たせてあると伝える。王はアロエスが王女だと勘違いしており、アロエスには別室へ行くよう案内し、タピオカには婚礼の準備をするように命じる。婚礼の準備が整うとエリソンが衛兵をはね飛ばして戻ってくる。アロエスは王女でなくてラウラなのだと、事実を明らかにする。王は自分の花嫁を逃がしてしまったことを悔しがる。エリソンはラズリを見つけたら射殺するように衛兵に命令しておいたと付け加える。王はそんなことをしたのかと心配する。その瞬間、一発の銃声が鳴り響く、ラズリは死んだのかと場の空気が凍りつく。船は沈没したが、難を逃れたラウラが部屋に戻ってくる。余命1日となり絶望に打ちひしがれた王とシロコに皆はお悔やみを合唱し幕となる。

### 第3幕
湖畔の夏季用のサロン
短い前奏に続いて幕が開くと、王とシロコが湖の前の庭でラズリの安否を気遣い、朗報を待ちわびている。そこへ警視総監がやって来てラズリの死亡が確認されたことを報告される。王は大使に余命僅かとなったので、王女との結婚取り止めを伝え、酒を飲んで気を紛らわせようと言って酒を取りに行く。そこへ湖底に潜って、九死に一生を得たラズリが現れ「くしゃみのクプレ」を歌って、茂みに隠れる。王とシロコは酒を持って再び現れ、酒の2重唱を歌ってシャルトルーズ酒を酌み交わすと退場する。替って落胆したラウラとアロエスが様子を見にやってくる。嘆きながら歩くラウラに付き添うアロエスは男なんていくらでもいると慰める。ラウラはそれでもラズリが好きと彼の名を呼ぶと突然木陰からラズリが姿を現すので2人は喜ぶ。ラズリは「自分は死んだ事にしておいて、後で城門にて再会しょう」と言って立ち去る。そこへ王がやってきて残りの僅かな時間を有効活用しようとラウラと結婚して世継ぎをもうけると言い出す。ラウラは間もなく死んでしまう王と結婚して、未亡人になれば女の魅力が失われると歌って悲運を嘆く。婚礼の用意が整うとシロコがやってきて時計を一時間遅らせたことを思い出させ、死の時間があと5分後に迫っていると告げる。そして、王にシロコは王の死の15分後に自動的に殉死するという遺言を書き換えて欲しいと懇願するが、そんなに優しくなれないと言い、取り合わない。王はやむなくラウラに結婚式の中止を伝えて死に備えることにする。そして、運命の5時を知らせる鐘が鳴る。しかし、死は訪れない。シロコの星占いがデタラメだと怒り出す。そこへ警視総監が現れ、ラズリが見つかったと言って連行してくる。命を取り止めたことを確信した王が先ほど中止した結婚式を再開すると言うと、ラズリが恋人を失うなら自殺すると脅す、それは拙いと皆で止めに入る。王はラウラをラズリに譲り、大団円となる。

## 主な全曲録音・録画
| 年        | 配役 ラズリ ウフ王 王女ラウラ シロコ エリソン アロエス                                                                                        | 指揮者 管弦楽団 合唱団 演出 | レーベル                                                                       |
| --------- | --- | --- | ------------------------------------------------------------------------------ |
| 1957      | ジョセフ・ペイロン (T) ジャン＝クリストフ・ブノワ クロディーヌ・コラール アンドレ・バルボン ガストン・レイ リンダ・ダシャリ                   | デジレ＝エミール・アンゲルブレシュト パリ・ラジオ・リリック管弦楽団 パリ・ラジオ・リリック合唱団                               | CD: CANTUS LINE ASIN: B00VKWZI3G                                               |
| 1985-1986 | コレット=アリオ・リュガ （フランス語） ジョルジュ・ゴーティエ ギスレーヌ・ラファネル ガブリエル・バキエ フランソワ・ル・ルー マガリ・ダモント | ジョン・エリオット・ガーディナー リヨン歌劇場管弦楽団 リヨン歌劇場合唱団 演出：ルイ・エルロ アラン・マラトラ                   | CD: Warner Classics ASIN: B017OHASJ4 DVD: Image Entertainment ASIN: B00006674K |
| 2018      | ステファニー・ドゥストラック クリストフ・モルターニュ エレーヌ・ギルメット ジェローム・ヴァルニエ エリオット・マドール ジュリー・ブリアンヌ   | パトリック・フルニリエ ハーグ・レジデンティ管弦楽団 オランダ国立歌劇場合唱団 演出：ロラン・ペリー 装置＆衣装：シャンタル・トマ | DVD: Naxos ASIN: B07PV1BTS5                                                    |